# Paul Muys
Paul Muys (Antwerpen, 21 november 1945) is een Vlaams ex-nieuwsanker, journalist en communicatiemanager.
Hij studeerde van 1963 tot 1967 Germaanse Filologie aan de Universiteit Gent en aansluitend, van 1967 tot 1969, Pers- en communicatiewetenschappen.
Van 1967 tot 1973 gaf hij les Nederlands aan de normaalschool te Oostakker. Hierna ging hij bij de toenmalige BRT werken, achtereenvolgens als journalist van Het Journaal, medewerker en nieuwsanker van Panorama en redactiesecretaris. Vanaf 1985 werd hij – samen met William Van Laeken – het vaste gezicht van Panorama.
In 1995 verliet hij de BRTN en ging werken bij de groep Solvay, waar hij woordvoerder werd. Van 1999 tot 2001 was Muys communicatiemanager bij EuropaBio, een koepelorganisatie binnen de bio-industrie. Sedert 2001 is hij redacteur bij scientecmatrix.com, een Engelstalige website over wetenschappelijke actualiteit, en sinds 2005 is hij zelfstandig communicatieconsultant.
In 1995 publiceerde hij De gebroken rijstkom. Het testament van Deng Xiaoping.
- International Standard Name Identifier: 0000 0003 8986 3496
- Nederlandse Thesaurus van Auteursnamen: 160212936
- Système universitaire de documentation: 266280994
- Virtual International Authority File: 283354577
- WorldCat: E39PBJjCWwwyTqrfTCtf8Kf6rq